# چای‌باشی (کاهتا)
چای‌باشی {{ترکی|Çaybaşı) (به کردی: Bazûk) یک منطقهٔ مسکونی کردنشین در ترکیه است که در کاهتا واقع شده‌است.